# Asplenium monotis
Asplenium monotis är en svartbräkenväxtart som beskrevs av Christ. Asplenium monotis ingår i släktet Asplenium och familjen Aspleniaceae. Inga underarter finns listade.